# Estación de ferrocarril de Ürümqi
La estación de ferrocarril de Ürümqi (, en uigur: ئۈرۈمچی بېكىتى) es una estación de ferrocarril, anteriormente un pequeño alto llamado Ergong y ahora es un importante centro de transporte, que da servicio a trenes de alta velocidad y convencionales en Ürümqi, Xinjiang. No debe confundirse con la estación de Ürümqi Sur, que se conocía con el mismo nombre desde 1962 hasta 2014, cuando se completó esta nueva estación de tren. La estación, más nueva y más grande que Ürümqi Sur, asumirá el papel de la principal estación de ferrocarril de Ürümqi. Sin embargo, los trenes continuarán prestando servicio a ambos, y algunos servicios expresos saltearán la estación más antigua.
Construido principalmente como la terminal occidental del ferrocarril de alta velocidad Lanzhou-Xinjiang, por primera vez los trenes de alta velocidad ahora conectan la provincia del lejano oeste con las ciudades del este de China, permitiendo que los trenes expresos lleguen a Beijing en aproximadamente 18 horas; mucho menos que las 31 horas que antes tomaba. Los servicios ferroviarios convencionales continúan utilizando el ferrocarril Lanxin hacia el este y el ferrocarril del norte de Xinjiang hacia el oeste en el resto de la provincia.
La estación se abrió e inició operaciones de prueba el 1 de julio de 2016 con servicios de alta velocidad a Hami.